# 히카루가 죽은 여름
《히카루가 죽은 여름》(일본어: 光が死んだ夏 히카루가 신다 나쓰[*])은 모쿠모쿠 렌이 지은 일본의 만화다. 영 에이스 UP(KADOKAWA)에서 2021년 8월 31일부터 연재 중이다.

## 줄거리
폐색감이 감도는 시골 마을에서 요시키와 히카루는 소꿉친구로서 살아왔다. 그런 가운데 산에서 히카루가 일주일째 실종되고 만다. 히카루는 돌아왔지만, 요시키는 히카루가 다른 '무언가'로 바뀌어 있는 것을 깨닫는다. 그런 히카루와 함께 생활을 하는 동안, 요시키의 주위에서 기분 나쁜 일이 일어나기 시작한다.

## 등장인물
츠지나카 요시키(辻中佳紀)
성우 - 코바야시 치아키
인도 히카루(忌堂光)
성우 - 우에다 슈이치로
야마기시 아사코(山岸朝子)
성우 - 하나모리 유미리
쿠레바야시 리에(暮林理恵)
성우 - 코와카 와카나
타나카(田中)
성우 - 코바야시 치카히로
마키 유우타(巻ゆうた)
성우 - 나카지마 요시키
타도코로 유우키(田所 結希)
성우 - 와카야마 시온

## 서지 정보
- 모쿠모쿠  렌 《히카루가 죽은 여름》KADOKAWA〈카도카와 코믹스 에이스〉, 기간 7권(2025년 7월 4일 현재)
  1. 2022년 3월 4일 초판 발행(같은 날 발매[1]), ISBN 978-4-04-112273-0
  2. 2022년 10월 4일 초판 발행(같은 날 발매[2]), ISBN 978-4-04-112960-9
  3. 2023년 6월 2일 초판 발행(같은 날 발매[3]), ISBN 978-4-04-113700-0
  4. 2023년 12월 4일 초판 발행(같은 날 발매[4]), ISBN 978-4-04-114339-1
  5. 2024년 6월 4일 초판 발행(같은 날 발매[5]), ISBN 978-4-04-114997-3
  6. 2024년 12월 4일 초판 발행(같은 날 발매[6]), ISBN 978-4-04-115608-7
  7. 2025년 7월 4일 초판 발행(같은 날 발매[7][8]), ISBN 978-4-04-115682-7 / ISBN 978-4-04-115683-4(한정판)

## TV 애니메이션
2024년 5월 24일에 텔레비전 애니메이션화가 발표되었다. 2025년 7월부터 닛폰 TV 계열에서 방송 중이다.

### 스태프
- 원작 - 모쿠모쿠 렌
- 감독·시리즈 구성 - 타케시타 료헤이
- 캐릭터 디자인·총작화 감독 - 타카하시 유이치
- 서브 캐릭터 디자인 - 와타나베 마이, 세이겐 히로코, 나가사와 쇼코
- 프롭 디자인 - 오우치 류노스케
- 질척질척 애니메이터 - 히라오카 마사노부
- 미술 설정 - 타다 슈헤이, 타카하시 타케유키, 소노 요시히로
- 미술 감독 - 혼다 코헤이
- 색채 설계 - 나카노 나오미
- 3D 감독 - 나카노 히로노리
- 촬영 감독 - 마에다 토모히로
- 2D 디자인 - 나가라 유스케, 에즈 유리
- 편집 - 키무라 카시코
- 음향 연출 - 카사마츠 코지
- 음향 제작 - dugout
- 음악 - 우메바야시 타로
- 음악 제작 - KADOKAWA
- 프로듀서 - 후지와라 토시키, 쿠라카네 치아키, 카바시마 마나미, 미야코시 유타, 미야하라 케이타
- 애니메이션 프로듀서 - 우에우치 켄타
- 애니메이션 제작 - CygamesPictures
- 공동 제작 간사 - KADOKAWA, 사이버에이전트
- 제작 - 히카루가 죽은 여름 제작위원회(KADOKAWA, 사이버에이전트, 닛폰 TV, CygamesPictures)

### 주제가
再会
Vaundy에 의한 오프닝 테마. 작사·작곡·편곡은 Vaundy.
あなたはかいぶつ
TOOBOE에 의한 엔딩 테마. 작사·작곡·편곡은 TOOBOE.
日々の影
가나가와현립 쇼난 고등학교 합창부에 의한 제1화 삽입곡. 작사는 Leo Imai, 작곡은 우메바야시 타로, 편곡은 모리타 카오리.
Rêve de ballon
도카이대학 부속 다카나와다이 고등학교 취주악부에 의한 제1화 삽입곡. 작곡은 우메바야시 타로, 편곡은 타무라 슈헤이.
ぼくはたい焼き
아사쿠라 사야에 의한 제1화 삽입곡. 작사는 모리타 카오리, 작곡은 우메바야시 타로, 편곡은 하야시베 토모노리.

### 에피소드 목록
| 화수  | 제목          | 각본            | 그림 콘티         | 연출              | 작화 감독                     | 방송일         |
| ----- | ------------- | --------------- | ----------------- | ----------------- | ----------------------------- | -------------- |
| 제1화 | 代替品 대체품 | 타케시타 료헤이 | 타케시타 료헤이   | 타케시타 료헤이   | 타카하시 유이치               | 2025년 7월 6일 |
| 제2화 | 疑惑 의혹     | 무라야마 오키   | 오오사코 미츠히로 | 오오사코 미츠히로 | 와타나베 마이 오우치 류노스케 | 7월 13일       |

| 닛폰 TV 일요일 00:55~1:25                                             | 닛폰 TV 일요일 00:55~1:25 | 닛폰 TV 일요일 00:55~1:25 |
| 이전 작품                                                             | 작품명                    | 다음 작품                 |
| --------------------------------------------------------------------- | ------------------------- | ------------------------- |
| A랭크 파티를 이탈한 나는, 전 제자들과 미궁 심부를 목표로 한다.(제1기) | 히카루가 죽은 여름        | -                         |